# Eric Carruthers
Eric Dudley Carruthers (Agincourt, 10 novembre 1895 – Tidworth, 19 novembre 1931) è stato un hockeista su ghiaccio britannico.

## Palmarès

### Olimpiadi invernali
- Bronzo a Chamonix-Mont-Blanc 1924 nell'hockey su ghiaccio.